# Eplerenona
L'eplerenona és un antagonista de l'aldosterona que s'utilitza principalment en el tractament de la insuficiència cardíaca amb fracció d'ejecció reduïda, particularment després d'un infart de miocardi. També es pot considerar com a teràpia complementària en la hipertensió resistent; tanmateix, la majoria de l'evidència en aquest context dona suport a l'ús d'espironolactona (un altre fàrmac de la mateixa classe), amb menys estudis que avaluïn directament l'eplerenona.
L'eplerenona està comercialitzada a Espanya com a EFG, Elecor i Inspra.